# Kevin Hernández
Kevin Vance Hernández (Guanaja, 21 december 1985) is een Hondurees voetballer, die sinds 2009 in eigen land als doelman onder contract staat bij Real España uit San Pedro Sula.

## Nationale ploeg
Hernández maakte deel uit van de Hondurese selectie die deelnam aan de Olympische Zomerspelen 2008 in Peking, en in de groepsfase werd uitgeschakeld na drie nederlagen op rij. Hij speelde in hetzelfde jaar één officiële interland voor de nationale A-ploeg; op 22 mei 2008 in de vriendschappelijke wedstrijd tegen Belize.